# Davide Zanichelli
Davide Zanichelli (Guastalla, 27 giugno 1983) è un politico italiano, deputato al Parlamento italiano nella XVIII legislatura per il Movimento 5 Stelle.

## Biografia
Si è diplomato come Perito Meccanico all'Istituto Tecnico Industriale Bertrand Russell di Guastalla e successivamente ha frequentato il corso di studio di Ingegneria Informatica presso l'Università di Parma, trascorrendo l'anno accademico 2006/07 in Erasmus presso l'Università politecnica di Valencia, e nel 2009 ha conseguito la laurea magistrale in Ingegneria Informatica con indirizzo Tecnologie dei Sistemi informativi. Nel 2023 ha sostenuto un Master di II Livello in Fintech & Banking presso la Luiss Business School.
Ha lavorato dal 2010 al 2017 presso una società consortile di servizi informatici per servizi bancari e dal 2017 presso una società di logistica nel settore della moda.
Alle elezioni comunali in Emilia-Romagna del 2009 è stato candidato sindaco di Guastalla per la lista civica Guastalla Liberata (facente riferimento al Movimento 5 Stelle), classificandosi in quarta posizione con il 6,20% e venendo eletto consigliere comunale e rimanendo in carica fino al 2012.
Alle elezioni politiche del 2018 viene eletto alla Camera dei Deputati per il Movimento 5 Stelle nel collegio plurinominale Emilia-Romagna - 04.
Durante la XVIII Legislatura è stato membro della Commissione VI - Finanze, dal 2018 al 2020 è stato delegato d'aula per il gruppo parlamentare Movimento 5 Stelle e nel gennaio 2021 ha dato vita all'intergruppo parlamentare "Criptovalute e Blockchain", del quale è coordinatore. 
Alle elezioni politiche del 2022 è ricandidato alla Camera per il Movimento 5 Stelle nel collegio uninominale Emilia-Romagna - 02 (Parma), dove ottiene il 10,09% ed è superato da Laura Cavandoli del centrodestra (43,03%) e da Michele Vanolli del centrosinistra (31,54%), e da capolista nel collegio plurinominale Emilia-Romagna - 01, dove tuttavia la lista non elegge deputati. Non è quindi rieletto.
Nel 2023 ha iniziato la co-conduzione di Fleapcast con Paolo Bucciol, un podcast trasmesso su Youtube e Spotify che affronta temi legati alla tokenizzazione e al fintech.